# Iconographia Cormophytorum Sinicorum
Iconographia Cormophytorum Sinicorum o 中国高等植物图鉴 = Zhongguo gao deng zhi wu tu jian, (abreujat Iconogr. Cormophyt. Sin.), va ser una revista científica amb il·lustracions i descripcions botàniques que va ser publicada a Pequín des del 1972 fins al 1976.